# دين هال
دين هال (بالإنجليزية: Dean Hall)‏ هو سائق سيارة سباق ومهندس أمريكي، ولد في 16 نوفمبر 1957 في بالو ألتو في الولايات المتحدة.